# Eli Hemming
Eli Hemming (1995) es un deportista estadounidense que compite en triatlón. Ganó dos medallas de plata en el Campeonato Panamericano de Triatlón en los años 2015 y 2017.

## Palmarés internacional
| Campeonato Panamericano | Campeonato Panamericano   | Campeonato Panamericano | Campeonato Panamericano |
| Año                     | Lugar                     | Medalla                 | Prueba                  |
| ----------------------- | ------------------------- | ----------------------- | ----------------------- |
| 2015                    | Sarasota (Estados Unidos) | Medalla de plata        | Relevo mixto            |
| 2017                    | Sarasota (Estados Unidos) | Medalla de plata        | Relevo mixto            |